# 30 (số)
30 (ba mươi) là một số tự nhiên ngay sau 29 và ngay trước 31.